# Ireneusz (Dobrijević)
Ireneusz, imię świeckie Mirko Dobrijević (ur. 6 lutego 1955 w Cleveland) – biskup Serbskiego Kościoła Prawosławnego.

## Życiorys
Studiował teologię w seminariach św. Tichona przy monasterze w South Canaan i św. Włodzimierza w Crestwood. Następnie wstąpił do monasteru św. Sawy w Libertyville, wieczyste śluby mnisze złożył w soborze w Chicago. Jest członkiem wielu emigracyjnych organizacji serbskich w Stanach Zjednoczonych.
W 2006 został wyświęcony na biskupa australijskiego i nowozelandzkiego w soborze w Belgradzie. W 2016 przeniesiony na katedrę wschodnioamerykańską.